# Beringin Sanggul
Beringin Sanggul is een bestuurslaag in het regentschap Merangin van de provincie Jambi, Indonesië. Beringin Sanggul telt 756 inwoners (volkstelling 2010).